# Camp Williams
Camp W. G. Williams, communément appelé Camp Williams, connu aussi sous le nom Army Garrison Camp Williams est un site de formation de la Garde nationale américaine géré par la Garde nationale de l'Utah.
Il est situé au sud de Bluffdale, à l'ouest de Lehi et au nord de Saratoga Springs et de Cedar Fort, à environ 40 km au sud de Salt Lake City, à cheval sur la frontière entre le comté de Salt Lake et le comté d'Utah dans la partie ouest des monts Traverse. Le Camp Williams abrite également le cours de base de chef de sous-officier, qui est enseigné aux composantes active, de la Garde nationale et de la réserve.
Le terrain de Camp Williams comprend environ 12 km2 de zone plate et 120 km2 de région montagneuse.

## Histoire
L'Utah Army National Guard (en) fait remonter ses débuts à la milice territoriale de l'Utah, connue sous le nom de Nauvoo Legion (en). La Nauvoo Legion fonctionnait de la même manière que les milices d'autres États et territoires, exigeant notamment que des hommes adultes, âgés de 18 à 45 ans, servent. La milice a servi de gardienne de la Central Overland Route (en) et lors de la guerre de l'Utah, de la guerre de Black Hawk et de la guerre de Walker. Au cours de cette période, les différentes unités de la légion organisaient des rassemblements annuels et des camps d'entraînement, l'unité de Lehi le faisant souvent près du site de l'actuel camp Williams. Au cours d'une lutte de pouvoir entre le gouvernement fédéral des États-Unis et l'Église de Jésus-Christ des saints des derniers jours, la milice fut abolie par la loi Edmunds-Tucker de 1887.
En mars 1894, les conflits s'étant calmés, la législature territoriale de l'Utah autorise Caleb Walton West, le gouverneur, à créer la Garde nationale de l'Utah. Vingt ans plus tard, en 1914 et 1915, le président américain Woodrow Wilson réserve 18 700 acres pour fournir un terrain d'entraînement permanent à la garde. Il s'agissait de la première désignation officielle d'un terrain qui comprendrait le Camp Williams. Ces terres d'origine constituent la majorité ouest du site actuel, qui est accidenté et manquait de terrain plat pour une zone de cantonnement (quartier général et camp). L’État de l’Utah a donc loué un terrain plus plat à proximité, puis l’a acheté pour construire une zone de cantonnement. L'utilisation permanente de la zone, y compris des bâtiments, n'était pas établie à cette époque, en raison de la Première Guerre mondiale, et le site n'était utilisé qu'occasionnellement jusque dans les années 1920. En 1926 et 1927, le campement annuel de la garde a lieu sur le site et en 1928, le camp est officiellement créé pour une utilisation permanente sous le nom de Camp W.G. Williams. Il a été nommé d'après le général de brigade William Gray Williams en reconnaissance de sa participation à la guerre depuis la guerre hispano-américaine et de son travail pour faire du site un lieu d'entraînement permanent.
Le 19 septembre 2010, des tirs réels de mitrailleuses de calibre .50 dans le camp ont déclenché un « feu de mitrailleuse » qui a entraîné l'incendie de plus de 3 500 acres et la perte de trois maisons dans la ville de Herriman.
De 2011 à 2013, la National Security Agency (NSA) construit un centre de données de l'Initiative nationale globale de cybersécurité (Community Comprehensive National Cybersecurity Initiative Data Center) d'une valeur de 1,5 milliard de dollars américains à Camp Williams, le premier d'une série de centres de données requis pour la Comprehensive National Cybersecurity Initiative (en),,. L'installation de 140 000 est construite sur 200 acres où se trouvait l'ancien aérodrome de Camp Williams, du côté ouest de l'Utah Highway 68,,. L'installation consomme 65 mégawatts d'électricité et coûte 2 milliards de dollars supplémentaires en matériel, logiciels et maintenance.
Cette installation augmente considérablement la capacité de la NSA à stocker et traiter des millions de courriels, de messages instantanés, de SMS et d'appels téléphoniques passés quotidiennement par des personnes à travers le monde et aux États-Unis.